# Sant'Arsenio
Sant'Arsenio é uma comuna italiana da região da Campania, província de Salerno, com cerca de 2.726 habitantes. Estende-se por uma área de 20 km², tendo uma densidade populacional de 136 hab/km². Faz fronteira com Atena Lucana, Corleto Monforte, Polla, San Pietro al Tanagro, San Rufo, Teggiano.

## Demografia
| Variação demográfica do município entre 1861 e 2011                               |
|                                                                                   |
| Fonte: Istituto Nazionale di Statistica (ISTAT) - Elaboração gráfica da Wikipedia |